# Kanaat Shirvan
Het kanaat Shirvan (ook: kanaat Shamakha) was een semi-onafhankelijk kanaat op het grondgebied van het huidige Azerbeidzjan. Het werd gevormd in het hart van het oude domein van de Shirvanshah, geannexeerd door de Safawieden in de 16e  eeuw. De neergang van Iran na het bewind van Nader Shah bood lokale heersers de gelegenheid zich te vestigen in Shirvan, rond de stad Shamakhi. Ze moesten echter onderling en tegen hun machtige buurman, het kanaat Quba, vechten.

## Geschiedenis
Door de verzwakking van de Safawidische macht kon de Lezgische krijgsheer Dawud Khan vanaf 1721 een zelfbesturende macht vestigen in de regio Shamakhi. In 1742 werd de stad Shamakhi, de hoofdstad van het kanaat, ingenomen en verwoest door Nader Shah. De inwoners moeten een stad herbouwen met dezelfde naam ongeveer 50 km aan de voet van de hoofdketen van de Kaukasus, Kodja Shamakhi (dwz "Nieuw-Shamakhi"), het huidige Ağsu. De nieuwe stad werd de residentie van Hadji Muhammed Ali Khan, zoon van Sufi Nabi, die zich na de dood van Nader Shah onafhankelijk verklaarde en daar regeerde van 1748 tot 1765.
Tegelijkertijd zette het voormalige centrum van het kanaat Yeni Shamakhi (dwz "Oud-Shamakhi") haar bestaan voort onder het gezag van twee broers, Muhammad Khan Sayyid en Aghasi Khan, zoon van Askar Beg. Deze slagen er in 1765 in Hadjji Muhammed Ali Khan te doden en de controle over Kodja Shamakhi over te nemen, en het kanaat te herenigen. Na de hereniging werd de plaats van Kodja Shamakhi uiteindelijk verlaten en de oude stad in 1786 herbouwd.
Gedurende de periode van 1767 tot 1789 viel het kanaat van Shirvan onder de directe of indirecte afhankelijkheid van zijn machtige buur Fath Ali, kan van Quba. Muhammad Khan Sayyid en Aghasi Khan werden gedwongen in ballingschap te gaan. In 1789 slaagde een zoon van Muhammed Khan Sayyid, Qasim Khan, erin de troon over te nemen van zijn broer Askar Khan, een vazal van het kanaat van Quba, maar hij moest deze vervolgens afstaan aan Mustafa Khan, een zoon van Aghasi Khan.
Tijdens de Russische expeditie naar Perzië van 1796 nam een leger van 30.000 Russen onder leiding van generaal Valerian Zoebov Derbent, Shamakhi, Bakoe en heel Shirvan in. Na de dood van keizerin Catharina II van Rusland moesten de Russen zich terugtrekken uit de veroverde gebieden.
Tijdens de Russisch-Perzische Oorlog van 1804-1813 werd Shirvan, samen met het kanaat Quba, definitief ingenomen door Rusland. Dit werd bevestigd door het Verdrag van Gulistan in 1813.
Mustafa Khan regeerde nog tot 1820, toen hij vluchtte naar Iran, en het kanaat werd definitief geannexeerd aan het Russische Rijk. Later kreeg Mustafa Khan gratie; hij keerde terug naar Rusland en stierf in Jelisavetpol in 1835.